# 오부치촌 (시즈오카현 후지군)
오부치촌(大淵村)은 시즈오카현 후지군에  속해있던 촌이다. 현재의 후지시에 해당한다.

## 역사
- 1889년 4월 1일 - 정촌제 시행에 의해 오부치촌이 성립하였다.
- 1955년 4월 1일 - 요시와라시에 편입해, 동일 오부치촌은 폐지되었다.

## 참고문헌
- 角川日本地名大辞典 22 静岡県